# Siphlonurus palaearcticus
Siphlonurus palaearcticus is een haft uit de familie Siphlonuridae. De wetenschappelijke naam van de soort is voor het eerst geldig gepubliceerd in 1930 door Tshernova.
De soort komt voor in het Palearctisch gebied.